# 오개
5개(五蓋)는 다음의 분류, 그룹 또는 체계의 한 요소이다.
- 특정한 번뇌들을 분류하는 여러 가지 번뇌 분류법 가운데 하나이다.
- 《아함경》 등의 초기불교 경전에 나타나는 3박(三縛)[1][2] · 4박(四縛)[3][4] · 5개(五蓋)[5][6] · 9결(九結)[7][8] 등의 '특정한 번뇌'들에 대한 번뇌 분류법 또는 그룹들 가운데 하나로, 불교 일반에서 사용되는 번뇌 분류법이다.
- 한편, 《아함경》 등의 초기불교 경전에 나타나는 '모든 번뇌'들에 대한 번뇌 분류법으로, 불교 일반에서 사용되는 번뇌 분류법으로는 3루(三漏)[9][10] · 4폭류(四暴流)[11][12] · 4액(四軛)[13][14] · 4취(四取)[15][16] · 7사(七使)[17][18] 등이 있다.

5개(五蓋, 산스크리트어: pañca āvaranāni, five hindrances)는 《잡아함경》 등의 초기불교 경전에 따르면 고타마 붓다가 설한, 마음에 번뇌를 일으키고 지혜를 약하게 하는 탐욕개(貪欲蓋) · 진에개(瞋恚蓋) · 혼면개(惛眠蓋) · 도회개(掉悔蓋) · 의개(疑蓋)의 5가지의 장애[障] 또는 덮개[蓋]를 말한다. 이 5가지 장애 또는 5가지 덮개들은 막히게 하고 걸리게 하는 법으로, 밝음[明]이 아니고 바른 깨달음[正覺]이 아니어서 이 법들은 열반으로 나아가지 못하게 한다. 달리 말하면, 이 5가지 법들은 심성(心性)을 은폐하고[覆] 덮어 가려서[蓋] 선법(善法)을 낼 수 없게 한다. 즉, 마음을 덮어 선심(善心) 또는 청정심(清淨心)을 내는 것을 가로막는다.
- 탐욕개(貪欲蓋, 산스크리트어: rāga-āvarana): 탐욕, 5욕(五欲)에 집착하는 것
- 진에개(瞋恚蓋, 산스크리트어: pratigha-āvarana): 성냄, 성내는 것
- 혼면개(惛眠蓋, 산스크리트어: styāna-middha-āvarana) 또는 혼침수면개(惛沈睡眠蓋): 게으름, 마음이 흐리고 몸이 무거워지는 것
- 도회개(掉悔蓋, 산스크리트어: auddhatya-kaukrtya-āvarana) 또는 도거악작개(掉舉惡作蓋): 들뜸, 마음이 흔들리고 근심 또는 후회하는 것
- 의개(疑蓋, 산스크리트어: vicikitsā-āvarana): 의심, 즉 법에 대하여 결단하지 못하고 미루는 것

5개를 대치(對治)하는 선법(善法)은 염각지(念覺支) · 택법각지(擇法覺支) · 정진각지(精進覺支) · 희각지(喜覺支) · 경안각지(輕安覺支) · 정각지(定覺支) · 사각지(捨覺支)의 7각지(七覺支)이다. 7각지는 심성을 은폐하는[覆] 것도 아니요, 덮어 가리는[蓋] 것도 아니라서 마음에 번뇌가 일어나게 하지 않고 지혜를 더욱 자라게 하며, 밝음[明]이 되고 바른 깨달음[正覺]이 되어 열반으로 나아가게 한다.

## 같이 보기
- 오계
- 바라밀

## 참고 문헌
- 가전연자 지음, 승가제바·축불념 한역, 권오민 번역 (K.943, T.1543). 《아비담팔건도론》. 한글대장경 검색시스템 - 전자불전연구소 / 동국역경원. K.943(24-695), T.1543(26-771). |title=에 외부 링크가 있음 (도움말)
- 곽철환 (2003). 《시공 불교사전》. 시공사 / 네이버 지식백과. |title=에 외부 링크가 있음 (도움말)
- 구나발타라(求那跋陀羅) 한역 (K.650, T.99). 《잡아함경(雜阿含經)》. 한글대장경 검색시스템 - 전자불전연구소 / 동국역경원. K.650(18-707), T.99(2-1). |title=에 외부 링크가 있음 (도움말)
- 운허.  동국역경원 편집, 편집. 《불교 사전》. |title=에 외부 링크가 있음 (도움말)
- (중국어) 가전연자 지음, 승가제바·축불념 한역 (T.1543). 《아비담팔건도론(阿毘曇八犍度論)》. 대정신수대장경. T26, No. 1543, CBETA. |title=에 외부 링크가 있음 (도움말)
- (중국어) 구나발타라(求那跋陀羅) 한역 (T.99). 《잡아함경(雜阿含經)》. 대정신수대장경. T2, No. 99, CBETA. |title=에 외부 링크가 있음 (도움말)
- (중국어) 星雲. 《佛光大辭典(불광대사전)》 3판. |title=에 외부 링크가 있음 (도움말)